# (6537) Adamovich
(6537) Adamovich (1979 QK6) – planetoida z pasa głównego asteroid okrążająca Słońce w ciągu 3,22 lat w średniej odległości 2,18 j.a. Odkryta 19 sierpnia 1979 roku.